# Rising Sun (manga)
Pour les articles homonymes, voir Soleil levant.
Rising Sun (ライジングサン, Raijingusan) est un seinen manga de Satoshi Fujiwara, prépublié entre février 2012 et 2018 dans le magazine Manga Action et publié par l'éditeur Futabasha en volumes reliés depuis juillet 2012. La version française est éditée par Komikku Éditions entre novembre 2014 et février 2019. 
Une suite intitulée Rising Sun : R (ライジングサンR, Raijingusan R) est prépubliée dans le Manga Action depuis 2018.

## Synopsis
Le manga suit le quotidien d'Ikki Kaï, un jeune homme qui s'engage dans la Force terrestre d'autodéfense japonaise pour trouver sa voie. Une fois incorporé avec d'autres apprentis soldats, il se retrouve dans le troisième groupe de combat pour suivre pendant trois mois une instruction militaire sous les ordres du sergent Shinkaï.

## Personnages

### Apprentis soldats
Ikki Kaï (甲斐 一気, Kaï Ikki) 
Lycéen en classe de terminale sans rêve ni envie particulière, il décide d'intégrer la force terrestre d'autodéfense japonaise sur un coup de tête après avoir rencontré un soldat du nom de Daté. Il est intégré au troisième groupe de combat où il a comme binôme l'apprenti soldat Kurushima.
Makoto Kurushima (来嶋 誠, Kurushima Makoto) 
Binôme de l’apprenti soldat Kaï dans le troisième groupe de combat, il était au lycée l'un des meilleurs boxeurs du Japon. Il s'engage dans l'armée pour tenter d'intégrer le centre de formation en éducation physique des forces japonaises d'autodéfense afin de s'entraîner pour les Jeux Olympiques.
Ryôko Kanzaki (神崎 涼子, Kanzaki Ryôko) 
Fille de militaire, son père comme le sergent Shinkaï a été un ranger. Elle est une fille forte et possède un fort sentiment de compétitivité envers les garçons du troisième groupe. Elle est en binôme avec Yûka, la seule autre fille du groupe.
Yûka Hirose (広瀬 優香, Hirose Yûka) 
Seule autre fille du troisième groupe avec Ryoko, avec qui elle est en binôme. Elle se retrouve dans l'armée après avoir suivi le conseil de ses parents qui était de devenir fonctionnaire mais elle n'a réussi que le concours pour entrer dans les forces d'autodéfense.
Ryô Inui (犬井 亮, Inui Ryô) 
Ancien voyou, il est une personne rude et grossière qui change d'humeur constamment. Il est le binôme de Shinya.
Shinya Yoshiniga (吉永 信也, Yoshiniga Shinya) 
C'est une personne très calme et silencieuse, tout l'opposé de son binôme Ryô.
Yûsuke Hamaoka (浜岡 雄介, Hamaoka Yûsuke) 
Seul apprenti soldat du groupe avoir une expérience professionnelle, il est marié et père d'un enfant. Il a pour binôme Keigo.
Keigo Ishida (石田 圭吾, Ishida Keigo) 
Binôme de Yusuke, il aime les aphorismes et dire des expressions célèbres et n'aime pas se distinguer des autres.

### Cadres
Shinkaï (新海, Shinkaï) 
Militaire de la force terrestre d'autodéfense ayant le grade de sergent, il porte l'insigne des rangers, ce qui prouve qu'il a réussi l'entrainement le plus difficile de toutes les forces d’autodéfense. Appartenant à la division d'instruction, il est sous les ordres du lieutenant Tachibana et est chargé de l'instruction des apprentis soldats du troisième groupe de combat, en tant qu'instructeur il est autoritaire et sans pitié. Pendant son premier déploiement, à la suite d'une catastrophe naturelle, il a été sous les ordres de Daté.
Daté (伊達, Date) 
Militaire de la force terrestre d'autodéfense il rencontre Ikki dans une forêt alors qu'il s’entraînait, tous les deux ont discuté et c'est après cette conversation qu'Ikki eut envie de s'engager dans l'armée. Il a été le sergent de Shinkaï pendant une opération de sauvetage après une catastrophe naturelle. Il fait également partie  des rangers et est actuellement sergent-major.
Nagayama (永山, Nagayama) 
Militaire de la force terrestre d'autodéfense ayant comme Shinkaï le grade de sergent, il est chargé de l'instruction des apprentis soldats du deuxième groupe de combat. Il est sous les ordres du lieutenant Tachibana.
Tachibana (立花, Tachibana) 
Militaire ayant le grade de lieutenant, il est responsable de la division d'instruction. Il a sous ses ordres les sergents Shinkaï et Nagayama, le sergent-chef Sarashina et l'adjudant Niwa.
Taro Niwa (丹羽 太郎, Niwa Taro) 
Militaire de la force terrestre d'autodéfense ayant le grade d'adjudant. c'est un vétéran avec plus de vingt ans de service.
Sarashina (更科, Sarashina) 
Militaire de la force terrestre d'autodéfense ayant le grade de sergent-chef et appartenant à la division d'instruction il est sous les ordres du lieutenant Tachibana.

## Analyse
Pour Frederico Anzalone de BoDoï, « entre glorification des valeurs de l'armée et mise en garde contre ses effets pervers, il est difficile de déterminer où se situe l'opinion de l'auteur ». Tout en précisant que ce dernier est un ancien militaire, le journaliste souligne que, dans Rising Sun, « l'armée, au fond, n'est que l'instrument d'une quête personnelle ».

## Liste des volumes

### Rising Sun
| no | Japonais          | Japonais          | Français          | Français          |
| no | Date de sortie    | ISBN              | Date de sortie    | ISBN              |
| -- | ----------------- | ----------------- | ----------------- | ----------------- |
| 1  | 28 juillet 2012   | 978-4-575-84111-4 | 13 novembre 2014  | 979-10-91610-78-0 |
| 2  | 28 novembre 2012  | 978-4-575-84163-3 | 13 novembre 2014  | 979-10-91610-87-2 |
| 3  | 26 avril 2013     | 978-4-575-84222-7 | 12 février 2015   | 978-2-37287-002-3 |
| 4  | 28 octobre 2013   | 978-4-575-84302-6 | 11 juin 2015      | 978-2-37287-022-1 |
| 5  | 28 février 2014   | 978-4-575-84360-6 | 10 septembre 2015 | 978-2-37287-045-0 |
| 6  | 27 juin 2014      | 978-4-575-84435-1 | 3 décembre 2015   | 978-2-37287-066-5 |
| 7  | 28 novembre 2014  | 978-4-575-84539-6 | 31 mars 2016      | 978-2-37287-083-2 |
| 8  | 28 avril 2015     | 978-4-575-84612-6 | 23 juin 2016      | 978-2-37287-115-0 |
| 9  | 28 septembre 2015 | 978-4-575-84689-8 | 17 novembre 2016  | 978-2-37287-116-7 |
| 10 | 27 février 2016   | 978-4-575-84763-5 | 23 février 2017   | 978-2-37287-229-4 |
| 11 | 28 juillet 2016   | 978-4-575-84833-5 | 22 juin 2017      | 978-2-37287-230-0 |
| 12 | 28 janvier 2017   | 978-4-575-84920-2 | 11 janvier 2018   | 978-2-37287-231-7 |
| 13 | 28 juillet 2017   | 978-4-575-85012-3 | 26 avril 2018     | 978-2-372-87320-8 |
| 14 | 28 décembre 2017  | 978-4-575-85083-3 | 13 décembre 2018  | 978-2-372-87366-6 |
| 15 | 28 juin 2018      | 978-4-575-85176-2 | 28 février 2019   | 978-2-372-87405-2 |

### Rising Sun: R
| no | Japonais         | Japonais          |
| no | Date de sortie   | ISBN              |
| -- | ---------------- | ----------------- |
| 1  | 28 décembre 2018 | 978-4-575-85253-0 |
| 2  | 27 juin 2019     | 978-4-575-85325-4 |
| 3  | 28 octobre 2019  | 978-4-575-85367-4 |
| 4  | 28 février 2020  | 978-4-575-85411-4 |

## Réception
Pour Frederico Anzalone de BoDoï, « grâce à ses élans positifs et ses planches galvanisantes, au dessin énergique, le manga de Satoshi Fujiwara nous électrise suffisamment pour passer outre ses personnages clichés, son trait d’une précision variable et autres petites maladresses ». Coyote magazine considère Rising Sun comme un « roman d'apprentissage via un contexte original, un peu crispant par ses accents propagandistes naïfs (l'armée rend beau, fort et généreux) mais qui, par ailleurs, livre une vision exhaustive des mécanismes de formation et de leur dureté psychologique ».